# Anna Lux
Anna Lux ist eine Band aus der Schweiz und Spanien, die im Jahr 2016 gegründet wurde. Ihr Stil lässt sich zwischen Dark Rock und Elektropop mit deutschen Texten einordnen.

## Geschichte
Über mehrere Jahre hinweg arbeiteten Anna Lux und Rico H. an den ersten Liedern. Die Band startete mit einer Supporttour vor Megaherz. Mit dem Schweizer Musiklabel profimedia wurde zu Beginn des Jahres 2018 ein Partner gefunden, der das Debütalbum Wunderland im September veröffentlichte. Dieses stieg von 0 auf Platz 6 der Schweizer Albumcharts. Es folgten Supporttouren vor Erdling und The Dark Tenor.

## Stil
Die Texte der Band sind allesamt auf Deutsch verfasst. Darunter handeln die meisten vom Lieben und geliebt werden und von anderen Gefühlen. Auch gesellschaftskritische Themen werden angeschlagen, zum Beispiel in Kleiner Mann oder Spiel der Gier.
Musikalisch ist die Band dem Pop-Rock, aber mit einigen Liedern auch eher dem Dark Rock, mit anderen, wie beispielsweise 7 Fragen wieder mehr den Elektropop zuzuordnen.

## Diskografie
Alben
- 2018: Wunderland (profimedia / NoCut)

Singles
- 2018: Zuhause (profimedia / NoCut)
- 2018: Mädchen im Koma (profimedia / NoCut)
- 2018: 7 Fragen (profimedia / NoCut)
- 2018: Weiße Lichter (profimedia / NoCut)
- 2019: Fade (profimedia)
- 2019: Tanz durch die Nacht (profimedia)
- 2019: Festung (profimedia)
- 2019: Spiel der Gier (profimedia)
- 2019: Sanctuary (profimedia)
- 2019: Wunderland (profimedia)
- 2019: Es kommt ein Schiff, geladen (profimedia)
- 2020: Sanctuary feat. Faderhead (profimedia)
- 2020: Alles gut (profimedia)
- 2020: Illuminate (feat. ALIENARE, Schwarzschild und Alphamay)
- 2020: Alles rot (profimedia)
- 2020: Mädchen im Koma (in Tasten)
- 2021: Kleiner Mann (feat. Heldmaschine)
- 2021: Zuhause (feat. Chris Pohl)
- 2021: Utopia
- 2021: Schön sein

Gastbeiträge
- 2023: Dickpic (Schattenmann feat. Anna Lux; Album: Día de muertos)[4]